# Treiso
Treiso – miejscowość i gmina we Włoszech, w regionie Piemont, w prowincji Cuneo.
Według danych na rok 2004 gminę zamieszkiwały 762 osoby, 84,7 os./km².